# Белохвостик, Зоя Валентиновна
Зоя Валентиновна Белохвостик (бел. Зоя Валянцінаўна Белахвосцік, 26 октября 1959, Минск, Белорусская ССР, СССР) — советская и белорусская актриса театра и кино, доцент. Народная артистка Республики Беларусь (2018), Заслуженная артистка Республики Беларусь (1997), заслуженная артистка Автономной Республики Крым (1999). Заслуженная артистка Национального академического театра имени Янки Купалы.

## Биография
Родилась 26 октября 1959 года в городе Минск в семье Народного артиста Республики Беларусь В. С. Белохвостика. В 1982 году окончила Белорусский театрально-художественный институт по специальности актриса драмы и кино.
На четвёртом курсе ей предложили сыграть роль Павлинки, для чего ей пришлось отрастить длинные волосы. Эту роль Зоя продолжала играть до 2000 года.
С 1982 года являлась актрисой Национального академического театра имени Янки Купалы. 26 августа 2020 года во время акций протеста в Белоруссии вместе со многими другими актёрами покинула театр в знак несогласия с увольнением генерального директора театра Павла Латушко.
Преподавала актёрское мастерство в Белорусской государственной академии искусств, являлась художественным руководителем курса актёров драматического театра и кино, но 2 октября была уволена и отсюда.

## Работа в кино
- Охота на верного (2018) — Людмила Удальцова, мать Ольги
- Внутри себя (2018) — мать
- Нераскрытый талант 3 (2018) —
- Черная кровь (2017) — Глафира
- Следы на воде (2016) — тетка Магдалена
- Дом для куклы (2015) —
- Холодное блюдо (2015) — Елена Валентиновна, мать Олега
- Дочь за отца (2015) — соседка
- Доброе имя (2014) — Тамара Игоревна
- Киндервилейское привидение (2013) — Элеонора, инвестор
- В траве сидел кузнечик (2012) —
- Слепое счастье (2011) — медсестра Татьяна
- Эта женщина ко мне (2011) — Надежда Васильевна, мать Насти
- Один единственный и навсегда (2011) — Луиза
- Смертельная схватка (2010) — Ганна, тетя Марты
- Дастиш фантастиш (2009) — мама Василиса, мать Ваньки и Люськи
- Суд (2009) — мать Андрея
- Стая (2008) — мама Тани
- Майор Ветров (2007) —
- Чаклун и Румба (2007) — медсестра
- Человек войны - эпизод
- Женщины в игре без правил (2004) — мать Марии и Мавры
- Крест на земле и луна в небе (1992) — Ольга Ивановна
- Вальс золотых тельцов (1992) —
- Куда идёшь, солдат? (1985) — воспитательница детдома

## Семья
Дочь — Валентина Гарцуева — белорусская актриса Национального академического театра имени Янки Купалы.
Муж — Александр Фёдорович Гарцуев — белорусский театральный режиссёр, художественный руководитель Республиканского театра белорусской драматургии.
Отец — Валентин Сергеевич Белохвостик —  советский и белорусский актёр, Лауреат Государственной премии БССР (1989), Народный артист Беларуси (1994).
Дедушка — Глеб Павлович Глебов — советский, белорусский актёр театра и кино. Народный артист СССР.

## Награды
- Медаль Франциска Скорины[бел.] (2025, Объединённый переходный кабинет Беларуси)[12].
- Народная артистка Республики Беларусь (2018).
- Заслуженная артистка Республики Беларусь (1997).
- Заслуженная артистка Автономной Республики Крым (1999) — за весомый личный вклад в проведение Дней культуры Республики Беларусь в Автономной Республике Крым, укрепление дружбы  между братскими народами и высокое профессиональное мастерство[13].
- Обладательница нагрудного знака Министерства культуры Республики Беларусь «За вклад в развитие культуры Беларуси»[5].